# Взрывы в Осло (1965)
Взрывы в Осло в 1965 году — серия террористических актов, совершённых неизвестным лицом (норв. granatmannen; дословно — «человек с гранатами») в Осло в период с 4 февраля по 1 апреля 1965 года. В нескольких местах в городе неизвестным были размещены гранаты и ловушки с ними. Всего было зафиксировано пять случаев обнаружения гранат, три из которых закончились взрывами, ни один из которых не повлёк человеческих смертей. Дело осталось нераскрытым, несмотря на широкое освещение в СМИ и большой общественный интерес.

## Ход событий
Первый взрыв произошёл 4 февраля 1965 года в 7 часов 30 минут на улице Тунес вей в районе Скёйен. 19-летний молодой человек, направлявшийся в торговую гимназию Осло, случайно активировал ловушку с гранатой, которая была закреплена в бампере припаркованного автомобиля. Граната взорвалась из-за того, что мужчина задел автомобиль ногой, когда обходил по краю узкой засыпанной снегом дороги пешехода, шедшего навстречу. Молодой человек успел отойти от машины на несколько метров, прежде чем граната взорвалась, и получил осколочные ранения спины, но впоследствии выжил.
Вечером того же дня произошёл ещё один взрыв в окрестности улиц Коллеттс гате и Уеланнс гате в районе Иладален. Ловушка с гранатой была спрятана в кустах, чека была закреплена на припаркованном автомобиле. 25-летний молодой человек, возвращавшийся домой из города, получил ранение в затылок осколками от взрыва, но, несмотря на это, выжил.
Третий случай произошёл 22 февраля. Ловушка с гранатами была размещена в жилом квартале района Виндерен, около улицы Свальбардвейен. Чека была привязана к калитке одного домов. Ловушка была обнаружена женщиной, вышедшей на улицу, чтобы забрать утреннюю газету, и взрыва удалось избежать. Благодаря этому полиция смогла детально изучить взрывное устройство.
5 марта около 21 часов 20 минут произошёл четвёртый случай. Два 15-летних мальчика бежали по Хьеррингстиен — пешеходной дорожке между улицами Гладс вей и Капелльвейен в районе Грефсен — и активировали растяжку. Граната разорвалась на близком расстоянии, но из-за крутости склона осколки пролетели над головами детей. После происшествия мальчики рассказали полиции, что они видели человека в шляпе и пальто у входа на пешеходную дорожку.
Последнее связанное с данными происшествиями событие произошло 1 апреля, когда два дворника обнаружили гранаты, упакованные в газетную бумагу у кинотеатра «Колизей» на улице Фридтьоф Нансенс вей. Ловушка не была установлена должным образом, гранаты не разорвались, вследствие чего был сделан вывод, что террориста что-то насторожило и он покинул место, где планировал провести теракт.

## Расследование
После второго происшествия в начале февраля полиции Осло стало понятно, что речь идёт не об обычном случае, вследствие чего масштаб розыскных мероприятий был существенно увеличен, а к руководству расследованием были привлечены, помимо прочих, такие известные следователи, как Л. Л'Абе-Лунд и Р. Бьорн-Ларсен. Расследование по делу «человека с гранатами» стало самой масштабной полицейской операцией в Норвегии со времён Второй мировой войны. Помимо прочего, удалось определить, что одна из использованных террористом гранат была украдена с склада лагеря Трандум. Однако в итоге полиция Осло не смогла установить личность подозреваемого и дело было закрыто.
Одним из подозреваемых по делу был служащий полиции, совершивший самоубийство в 1966 году. При обыске его дома были найдены гранаты и растяжки. Тем не менее, в отчёте главы полиции Осло, написанном годом позже, это обстоятельство уже не было упомянуто и данный момент остался необъяснённым.

## В культуре
- Granatmannen kommer — сборник стихов поэта П. Брекке[норв.] 1968 года.
- Beatles — роман Л. С. Кристенсена 1984 года.
- Forføreren — роман Я. Хьерстада 1993 года.
- Granaten — детектив Б. Боттульвса[норв.] 2009 года.
- Verden som var min. Bind 1: Sekstitallet — роман К. Бьёрнстада 2015 года.
- Granatmannen — документальный фильм NRK 2016 года.
- Byens spor: Skyggeboken — роман Л. С. Кристенсена 2019 года.